# Museu Alemão de Blindados de Munster
O Museu Alemão de Blindados (em alemão:  Deutsches Panzermuseum Munster, DPM) é um museu de veículos blindados de combate em Munster, na Alemanha, no local do campo da Área de Treinamento de Munster (não confundir com a cidade de Münster). O seu principal objetivo é a documentação da história das tropas blindadas alemãs desde 1917.
Originou-se em 1983 a partir da coleção instrucional da Panzertruppenschule, a escola do Bundeswehr (Exército Alemão) para treinamento de oficiais e suboficiais de unidades blindadas alemãs. É agora um museu aberto ao público, gerido conjuntamente pelo município de Munster e pelas Coleções de Ensino das Tropas de Combate Blindadas (em alemão:  Lehrsammlung der Panzertruppen und Heeresaufklärungstruppe am Ausbildungszentrum Munster).
O local do museu cobre uma área de mais de 9.000m², incluindo 7.500m² de salas de exposição. Em 2003, o museu inaugurou um novo edifício para exposições especiais, uma loja do museu e uma cafetaria.

## Exposições

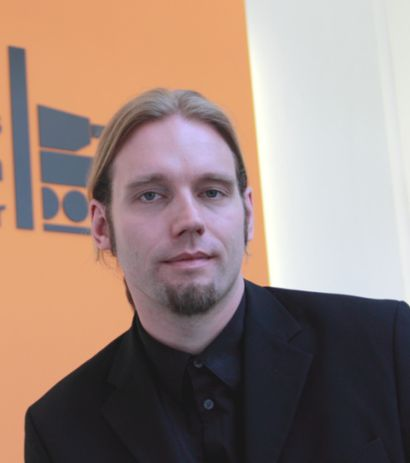
O diretor Ralf Raths.

O museu exibe tanques, veículos militares, armas, armas portáteis, uniformes, medalhas, condecorações e equipamentos militares desde a Primeira Guerra Mundial até os dias atuais. O coração da exposição é uma coleção de cerca de 40 tanques do Bundeswehr e da antiga Alemanha Oriental pertencentes ao Nationale Volksarmee, bem como 40 tanques alemães e outros veículos da Wehrmacht da Segunda Guerra Mundial. Além disso, há tanques do Exército Vermelho Soviético, do Exército Britânico e do Exército dos Estados Unidos da Segunda Guerra Mundial, bem como outros tanques modernos, como o Merkava israelense. Há também um tanque sueco, o Stridsvagn m/21-29, um LK II alemão modificado. A maioria dos veículos está em condições de funcionamento, com trabalhos de restauração em andamento para tornar todos os exemplares funcionais. A equipe de restauração do museu faz pesquisas extensas em cada veículo, a fim de devolvê-lo à sua configuração e esquema de pintura originais. A grande coleção de veículos blindados inclui alguns tipos raros ou únicos. Por exemplo, o museu tem uma réplica de um tanque alemão A7V da Primeira Guerra Mundial, o único exemplar desse tipo na Europa continental, estando o único outro no Museu de Tanques de Bovington. Além disso, há um veículo policial blindado da era da República de Weimar, o Daimler DZVR 21. Além disso, o museu possui um dos dois únicos Sturmpanzer VI existentes, bem como uma versão protótipo do Jagdpanzer IV. Da era pós-guerra, há uma série de protótipos do Bundeswehr, incluindo o Leopard 1, o caça-tanques Kanonenjagdpanzer e o MBT-70, o projeto abortado dos EUA e da Alemanha. O interior de um tanque Leopard 1, situado na área externa do museu, pode ser acessado através de um lance de escadas e uma escada na torre.
Por si só, o museu não quer apenas mostrar os tanques como uma exposição da história da tecnologia. Com as reformas em curso pretende colocá-las num contexto histórico-científico. Os tanques como objetos técnicos são vistos como pontos de partida para contextos históricos mais amplos, que o museu pretende contar nas suas exposições em muitas perspectivas históricas: como História Social, Económica, Política e Cultural. Como ator da história militar moderna, o museu ainda inclui as antigas perspectivas do museu: a história operacional e a história política ainda têm o seu lugar no Museu de Blindados.
O Elemente des Krieges ("Elementos da Guerra") agrupa tematicamente exposições menores em quatro áreas ou "caminhos":
- O caminho do "Ferro" exibe armas portáteis e munições do século XVII até o presente e concentra-se principalmente na história da tecnologia.
- O caminho “Têxtil” exibe uniformes do final do século XIX até a atualidade; essas exposições enfocam principalmente a história social.
- O caminho do “Ouro” apresenta medalhas e condecorações desde finais do século XIX até à actualidade; essas exposições enfocam a história cultural.
- O caminho da "Madeira" exibe brinquedos de guerra dos séculos XX e XXI e concentra-se principalmente na história cotidiana.[2]

Outras exposições especiais são a máscara mortuária de Erwin Rommel e sua túnica, que por muito tempo foi considerada original. O uniforme falso agora é exibido com uma explicação de como a falsificação foi descoberta e por que um museu tem que examinar suas peças repetidas vezes.

## Galeria

### Área externa

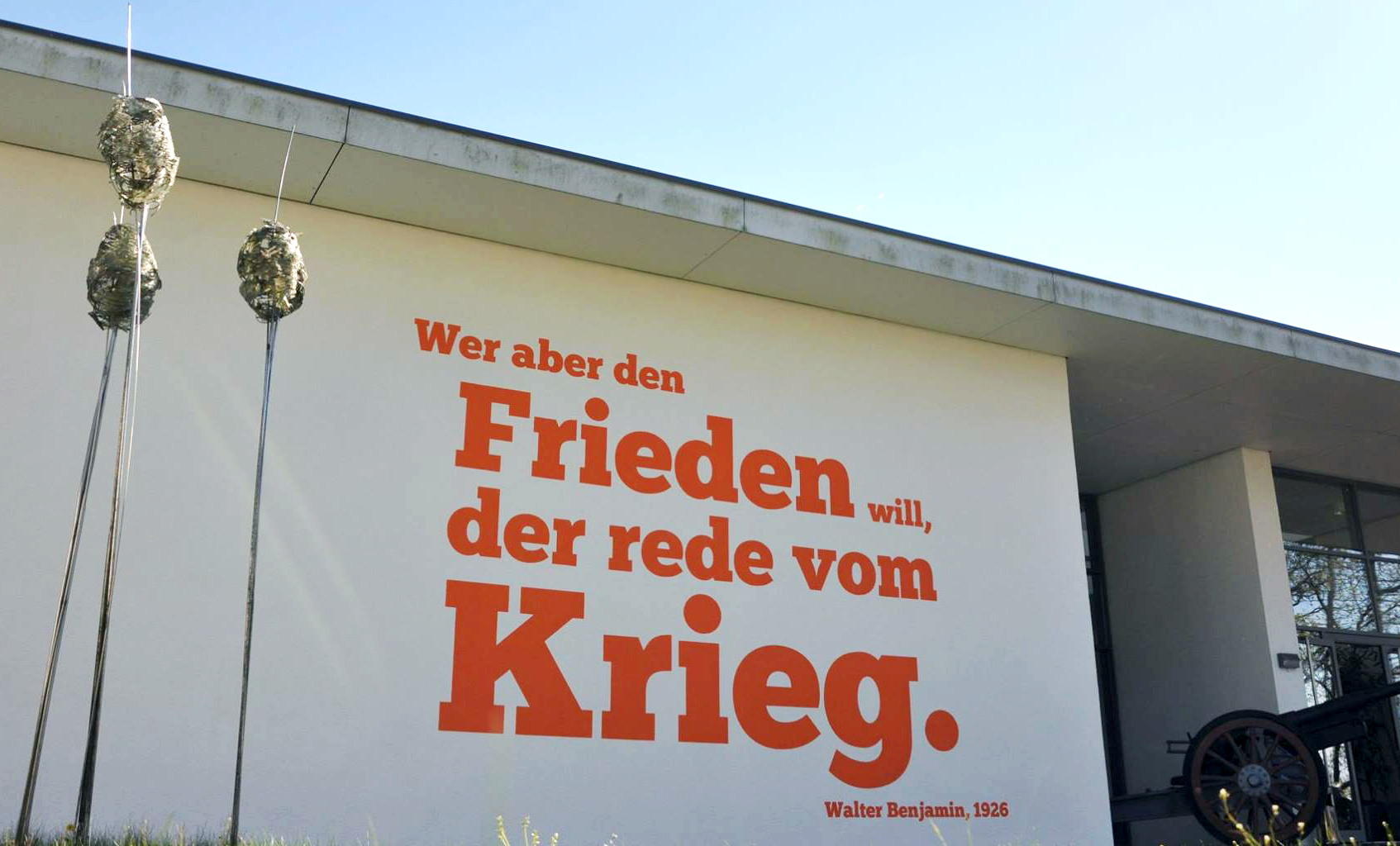
Quem busca a paz fala de guerra - citação do autor alemão Walter Benjamin na entrada.
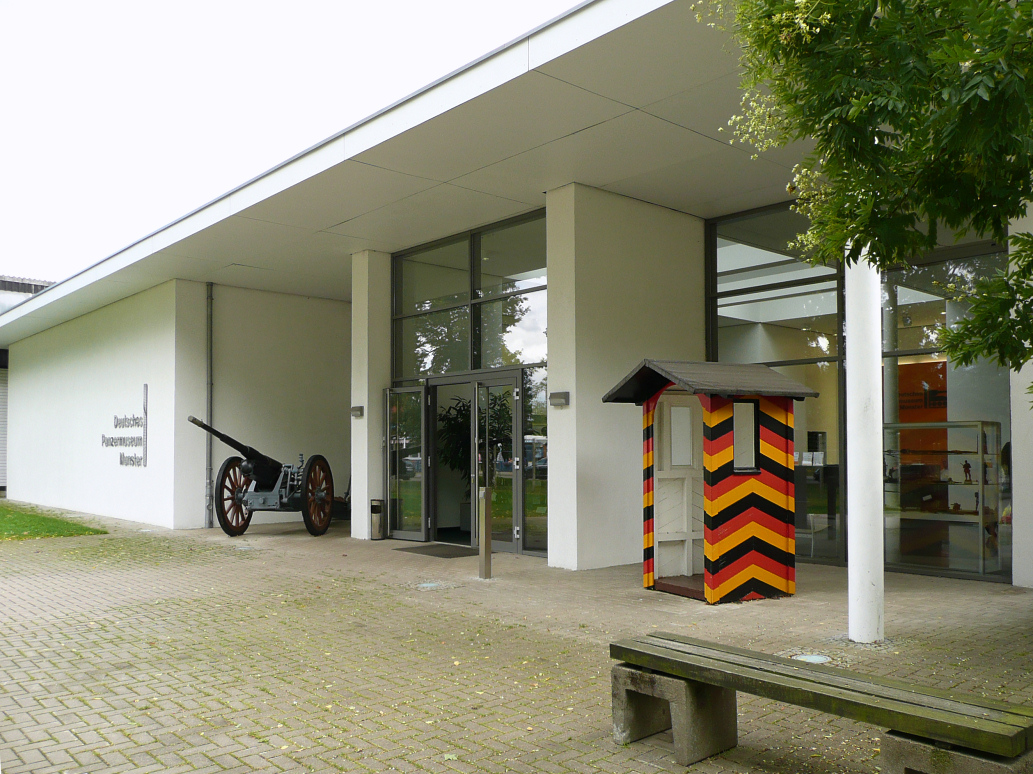
Entrada principal.
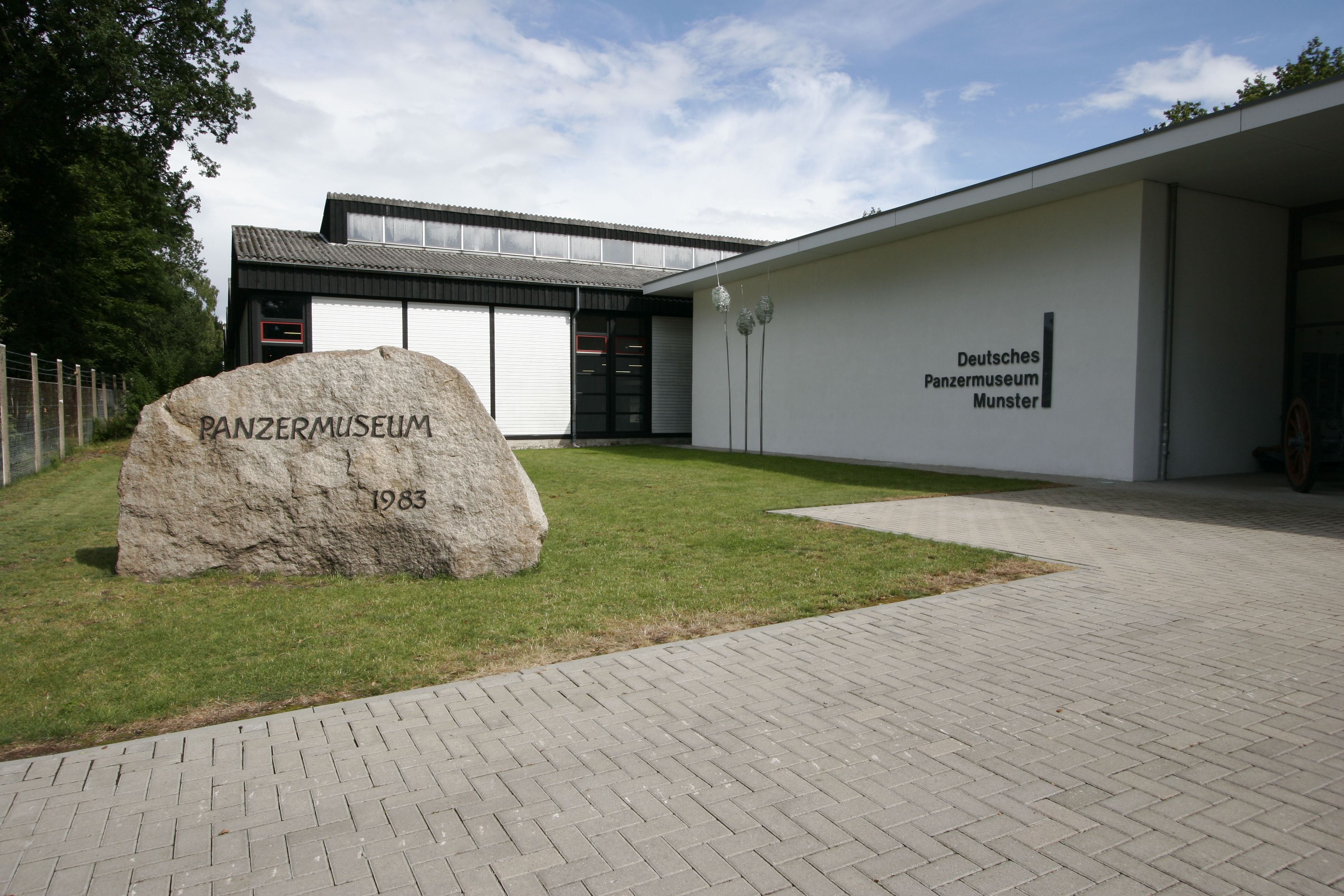
Pedra com os dizeres "Panzermuseum 1983".

### Blindados

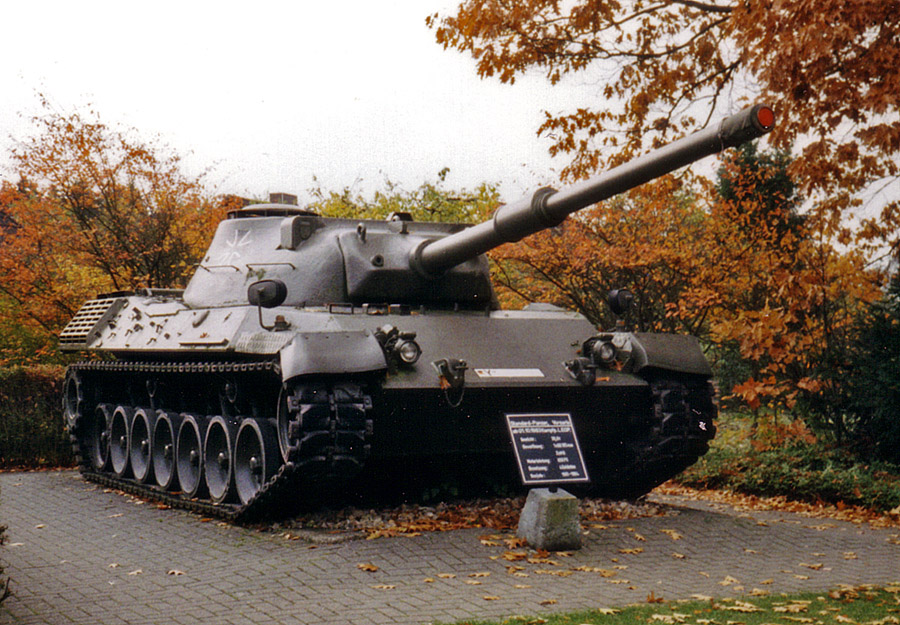
Leopard 1 Protótipo A2.
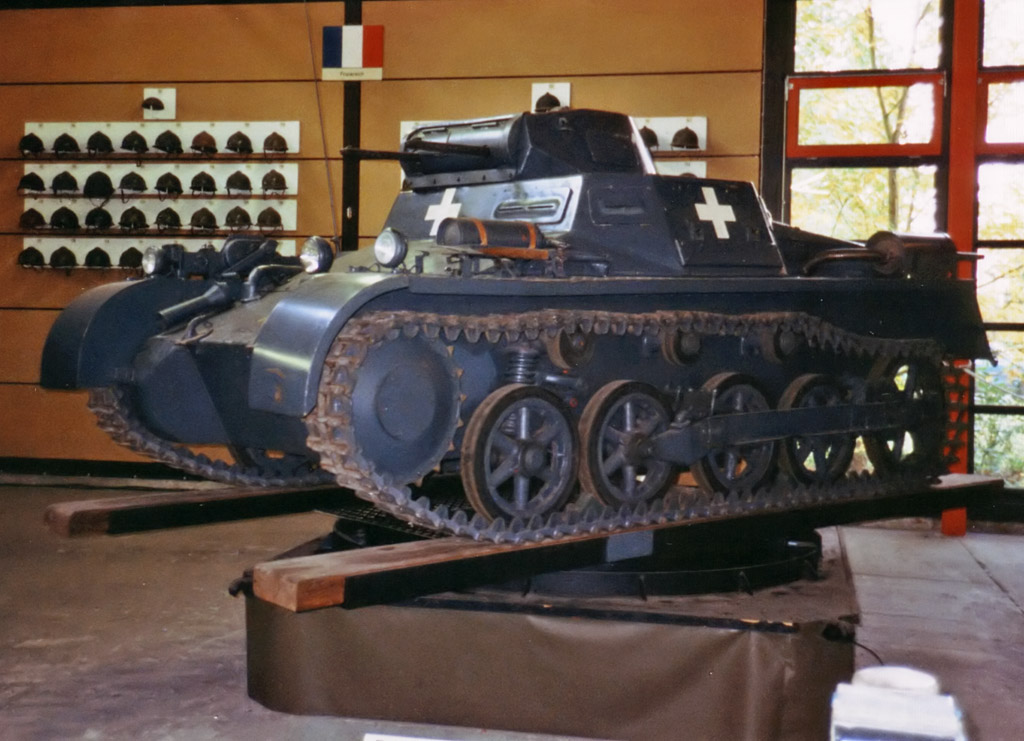
Panzer I Ausf. A em uma plataforma giratória.
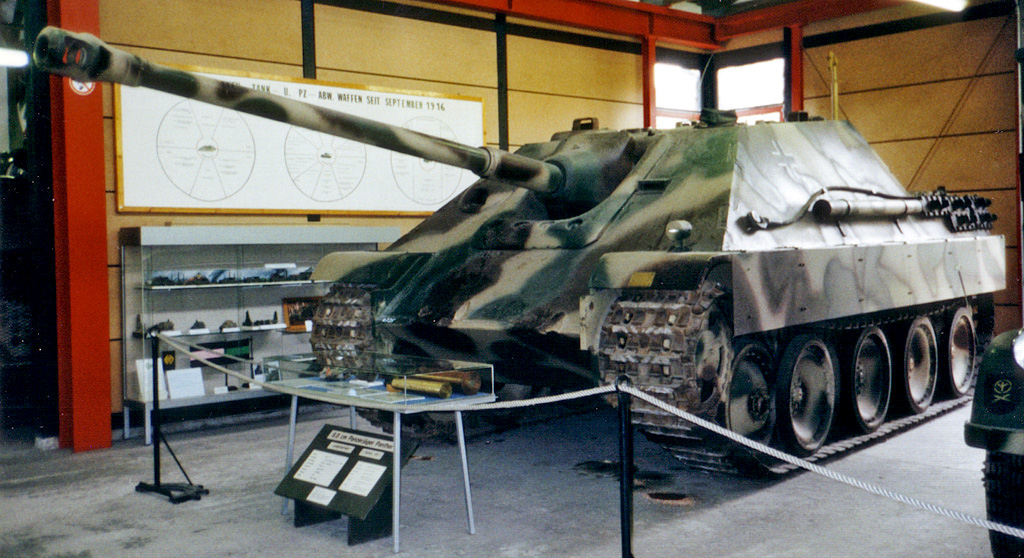
Jagdpanther.
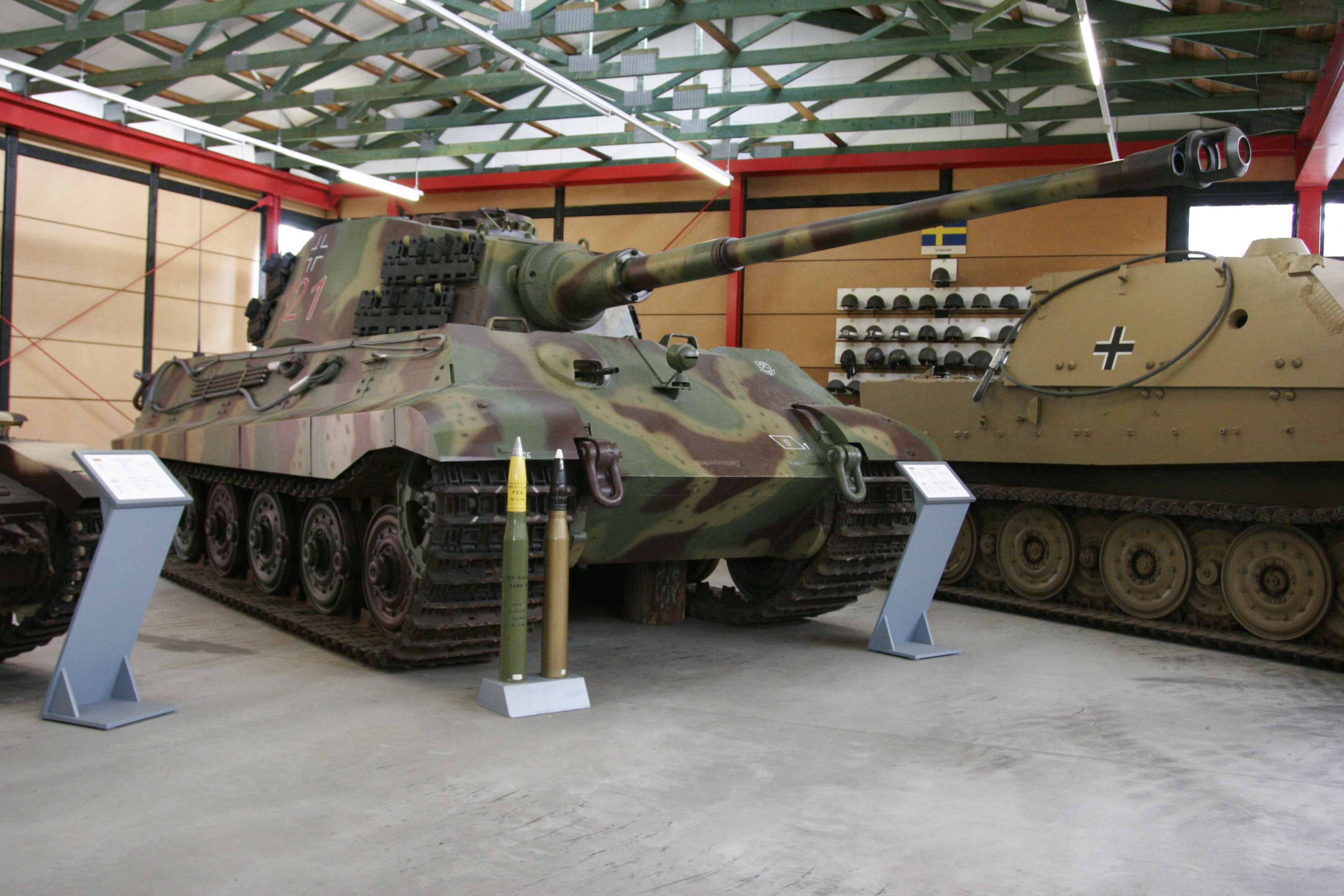
Tiger II com a torre de produção.
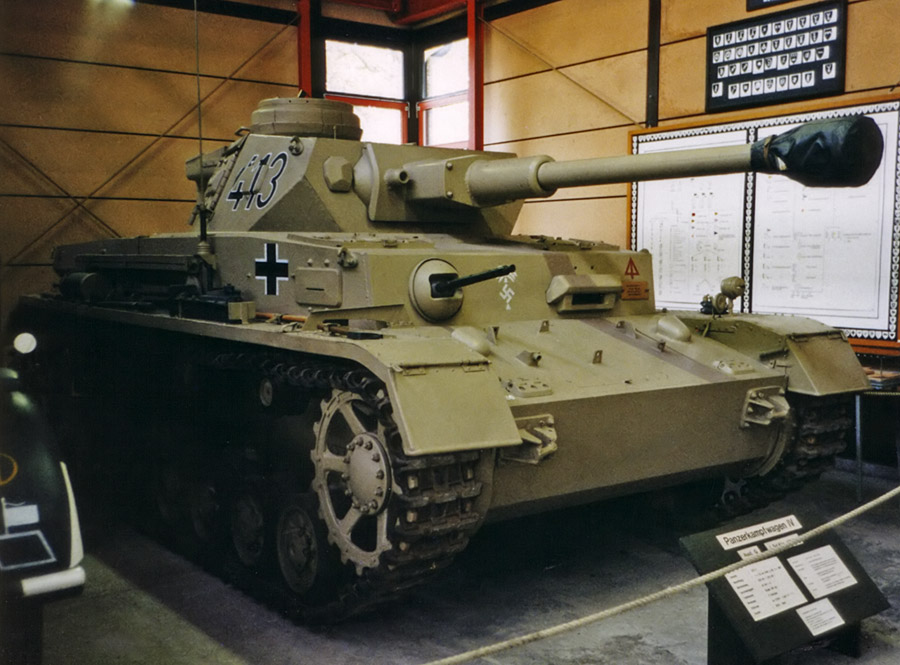
Panzer IV Ausf. G.
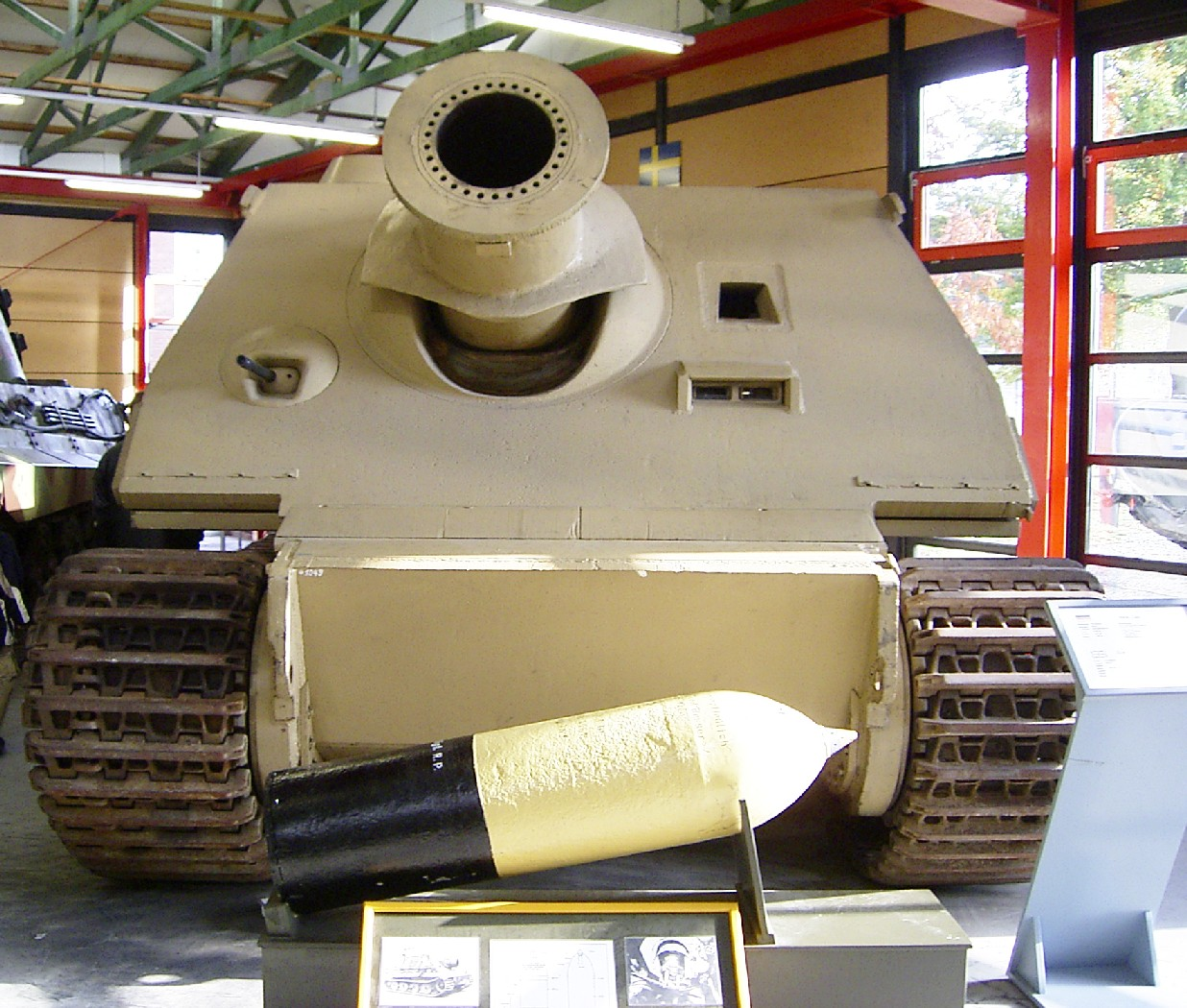
Sturmpanzer VI Sturmtiger.
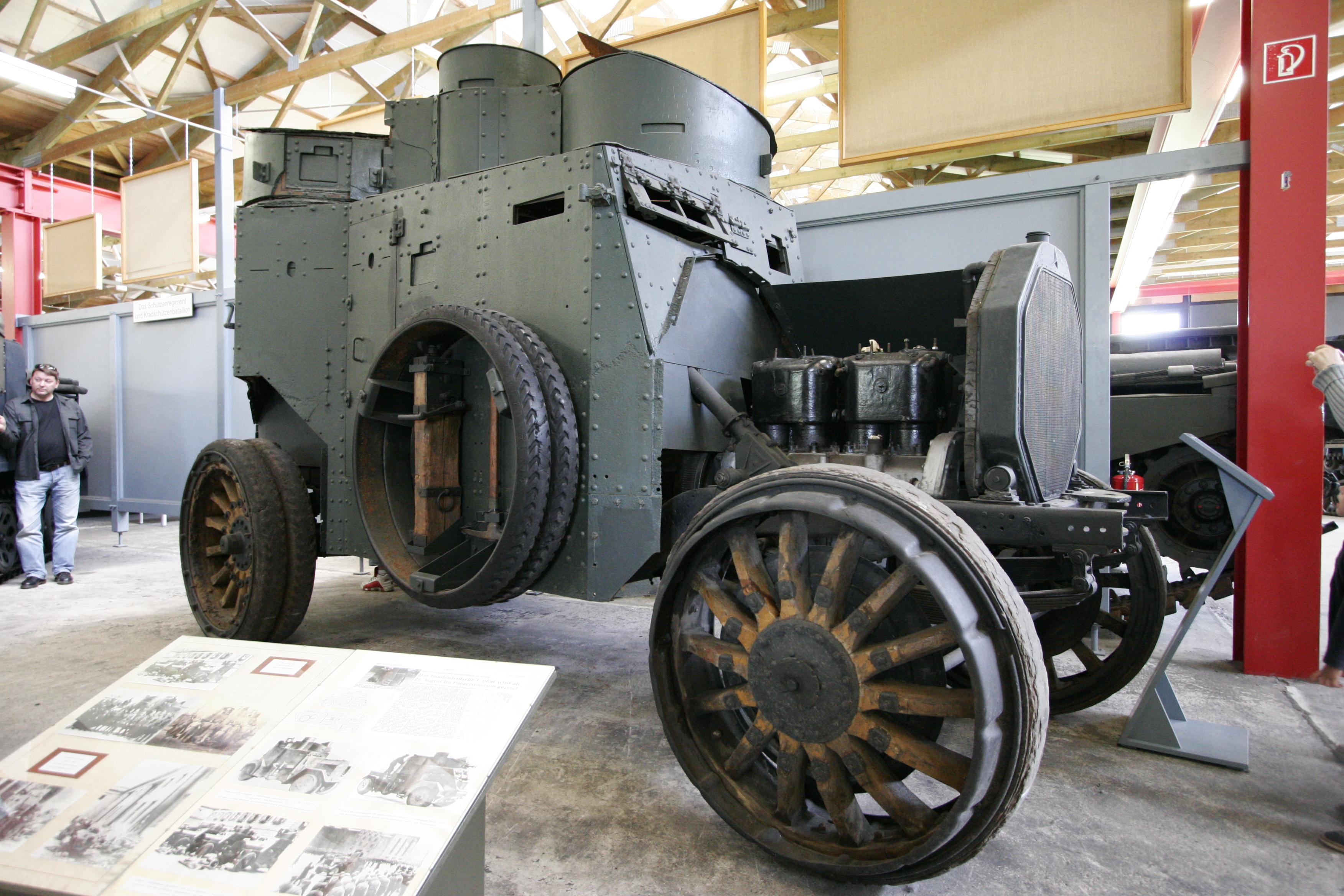
Veículo especial da polícia Daimler DZVR 21.
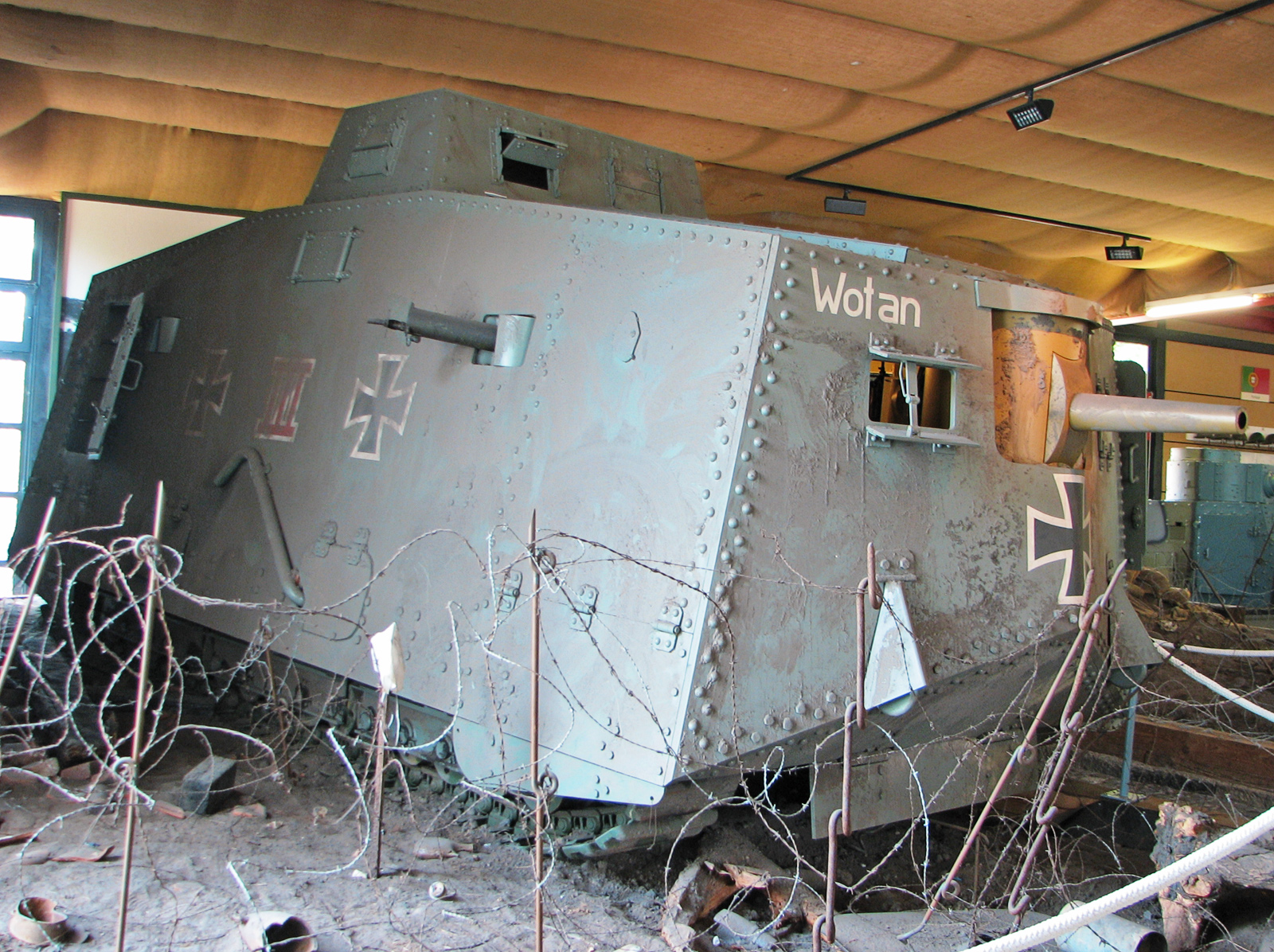
A7V Wotan (réplica).
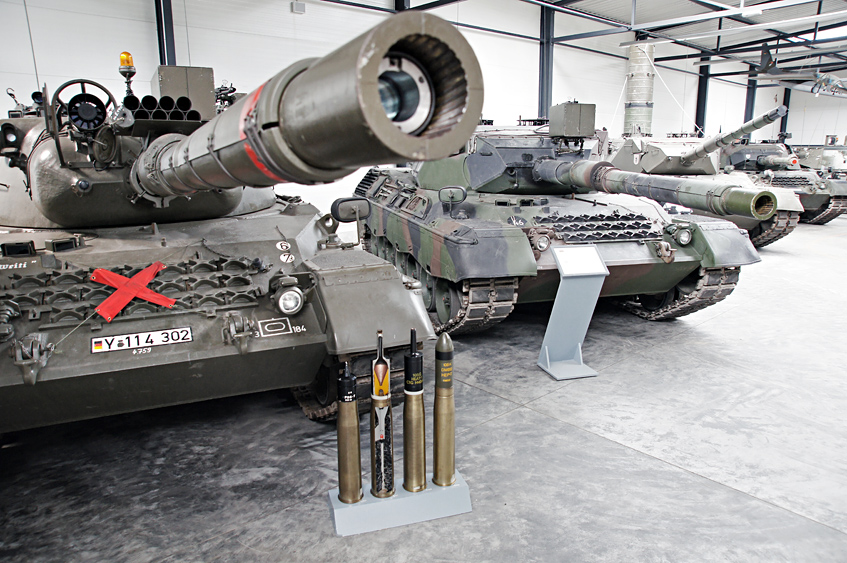
Vários Leopard 1.
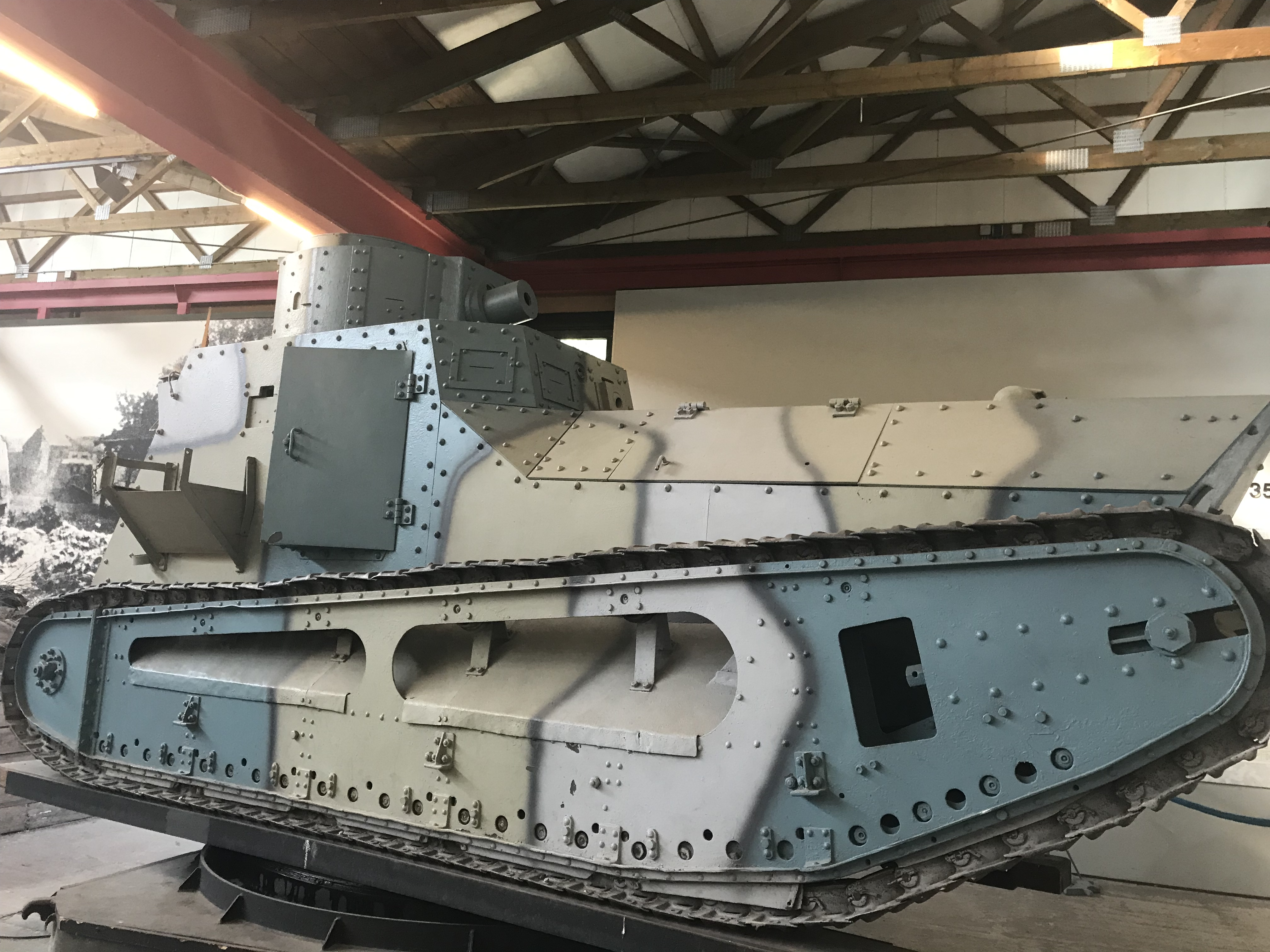
Leichter Kampfwagen II.
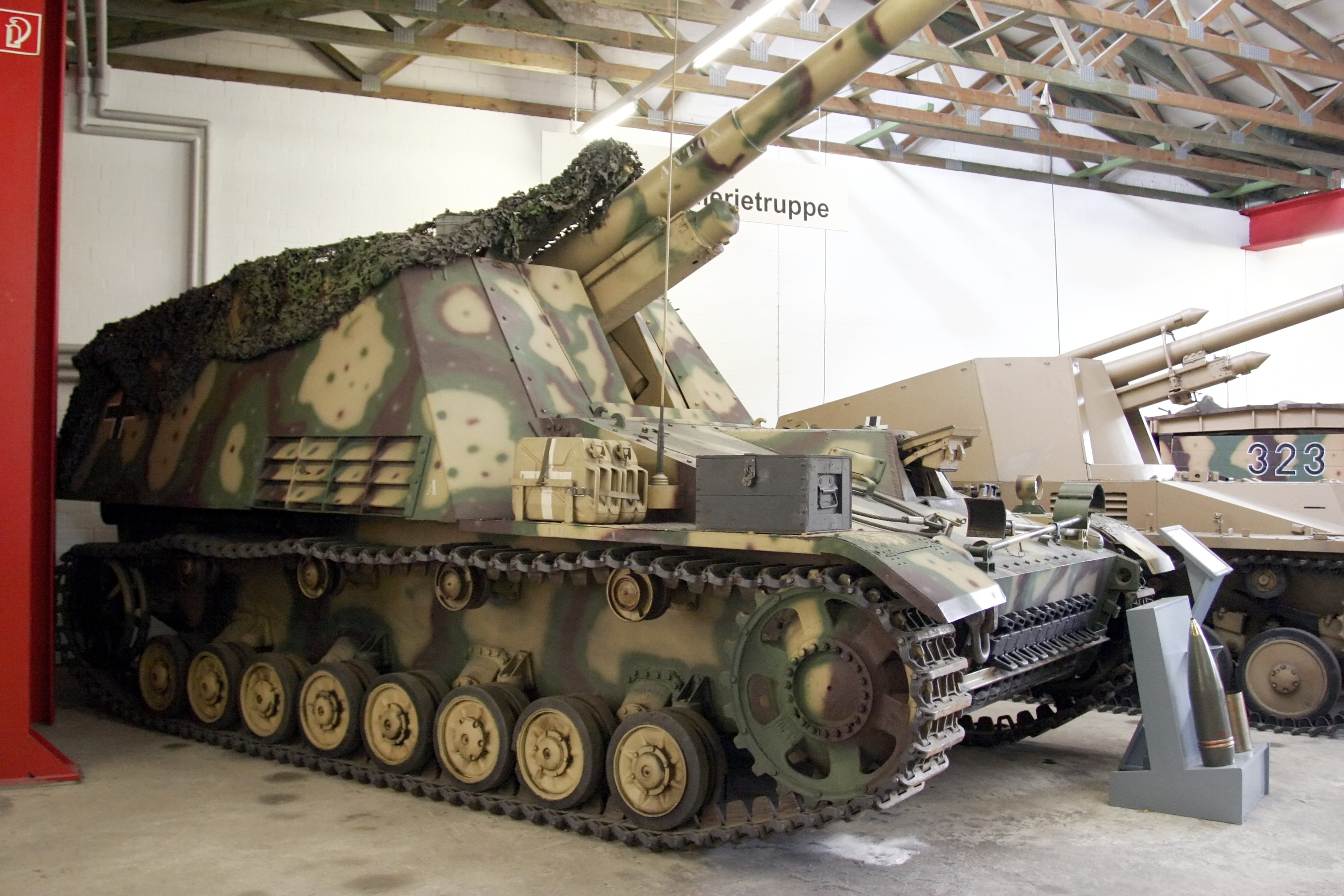
Hummel.
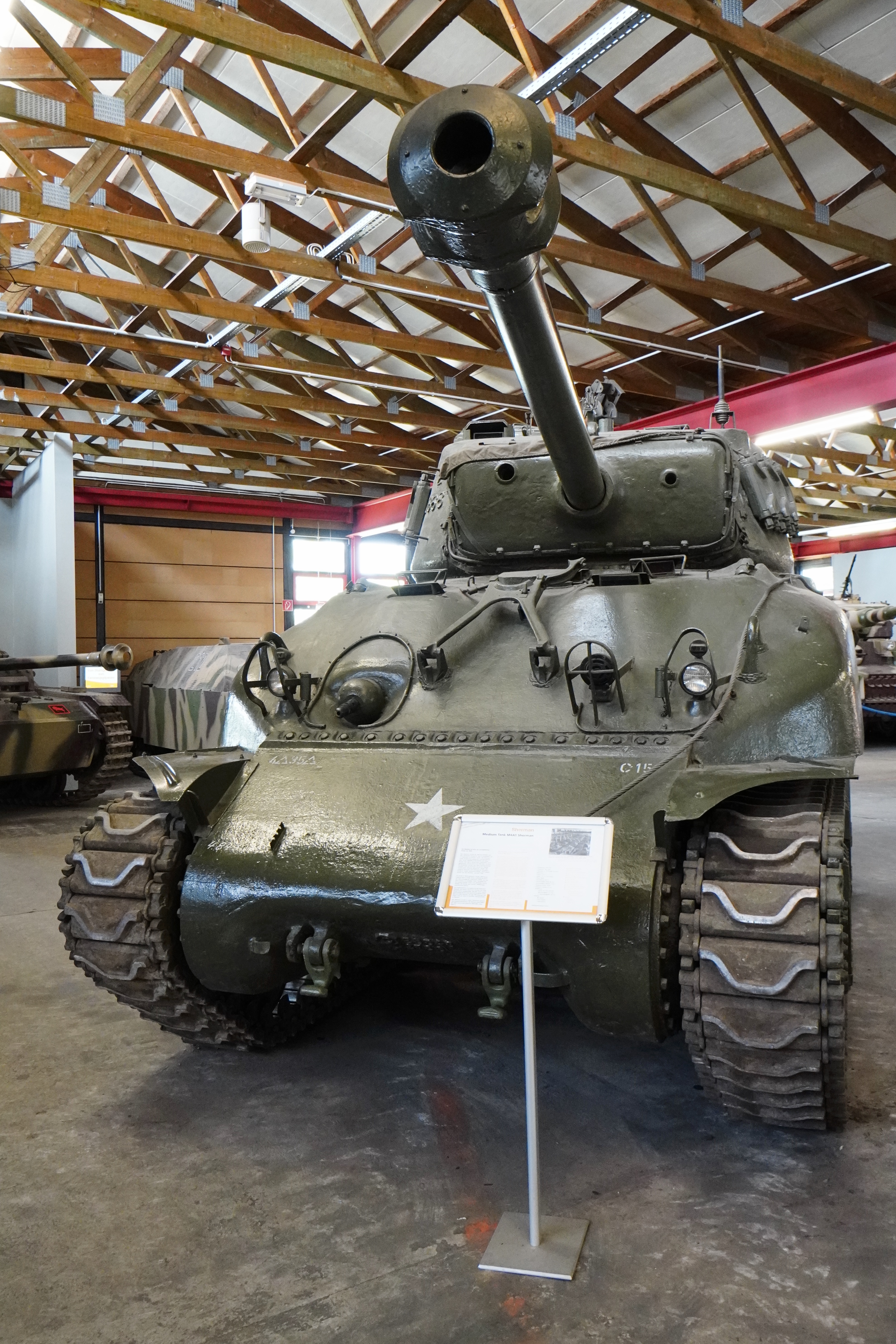
M4A1 Sherman.
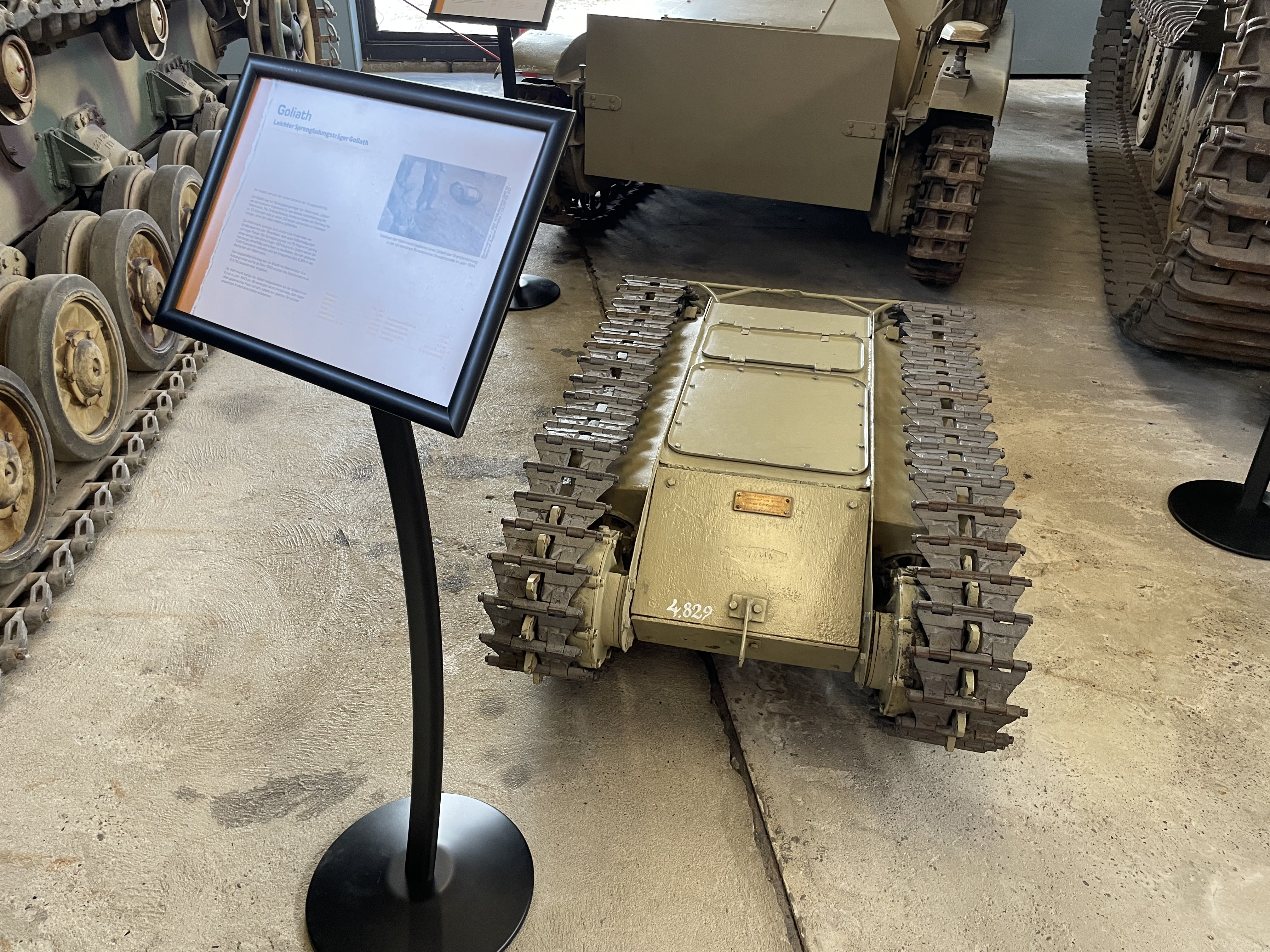
Mina de controle remoto Goliath.
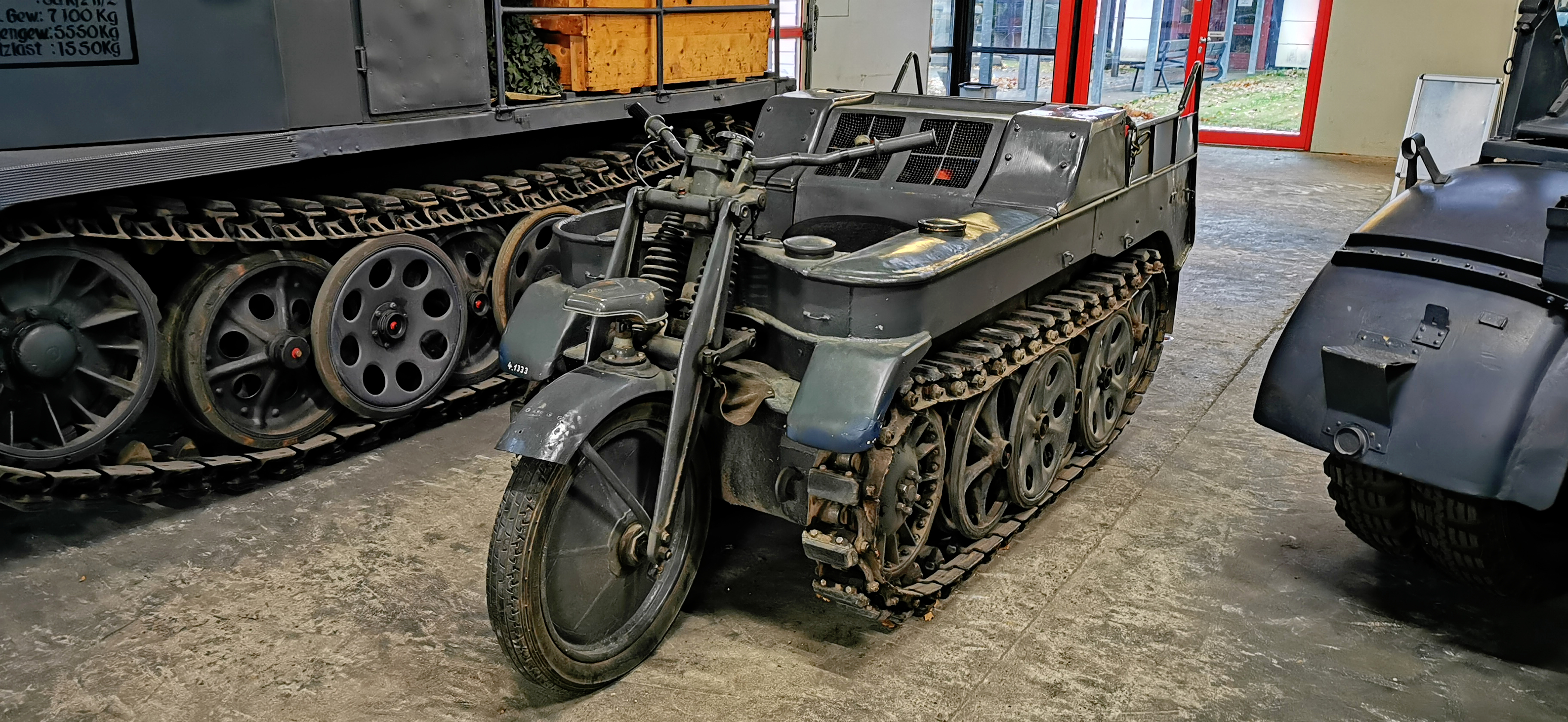
Motocicleta meia-lagarta SdKfz 2 Kettenkrad.

### Diversos

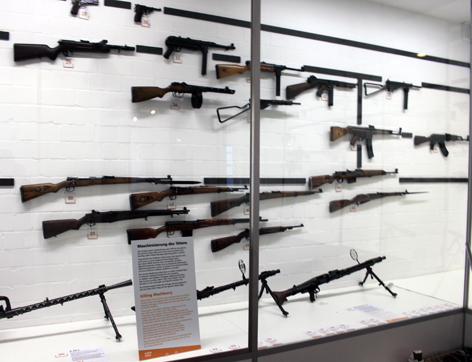
"Elementos da Guerra" na seção Caminho do Ferro.
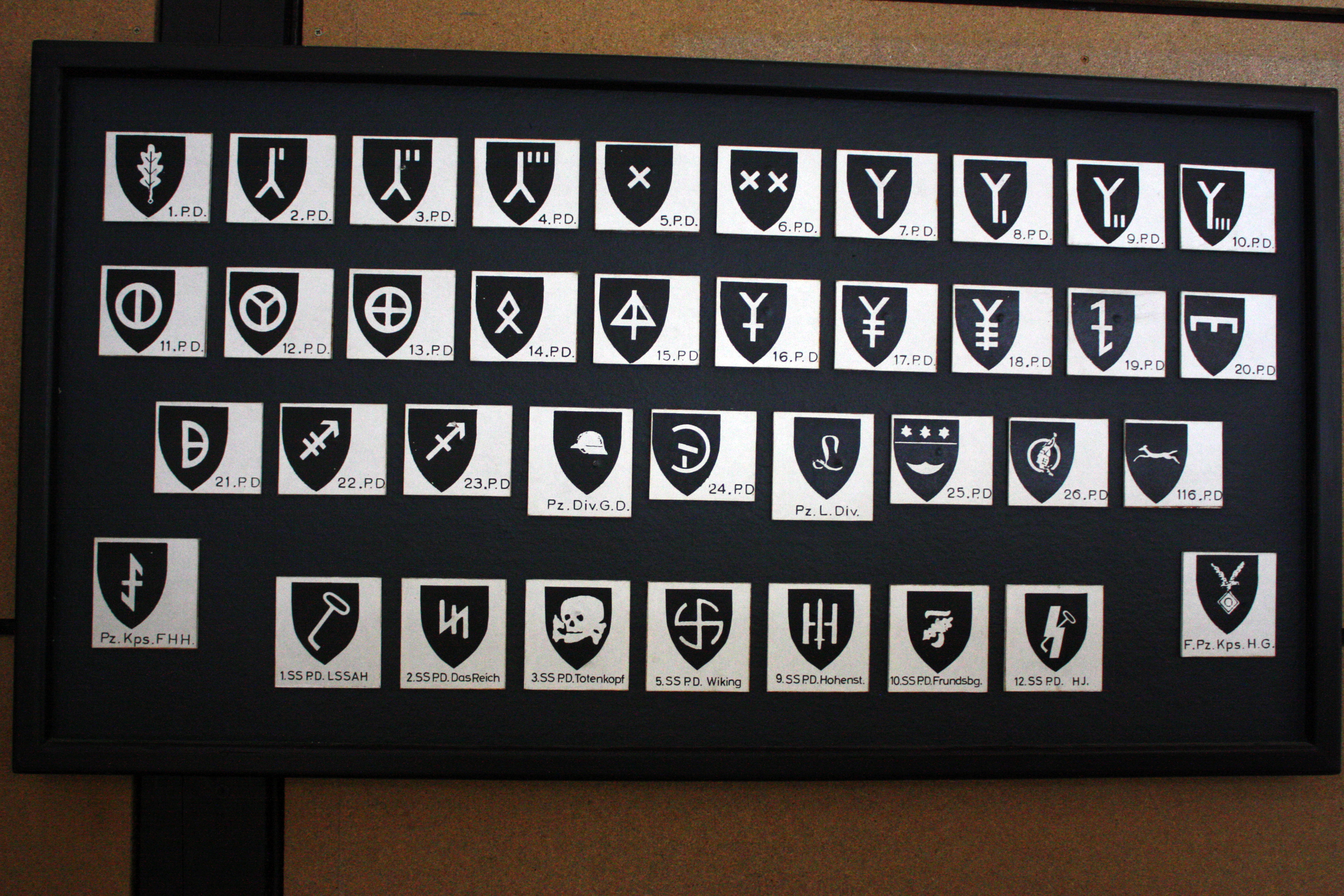
Emblemas divisionais da Wehrmacht e Waffen-SS.
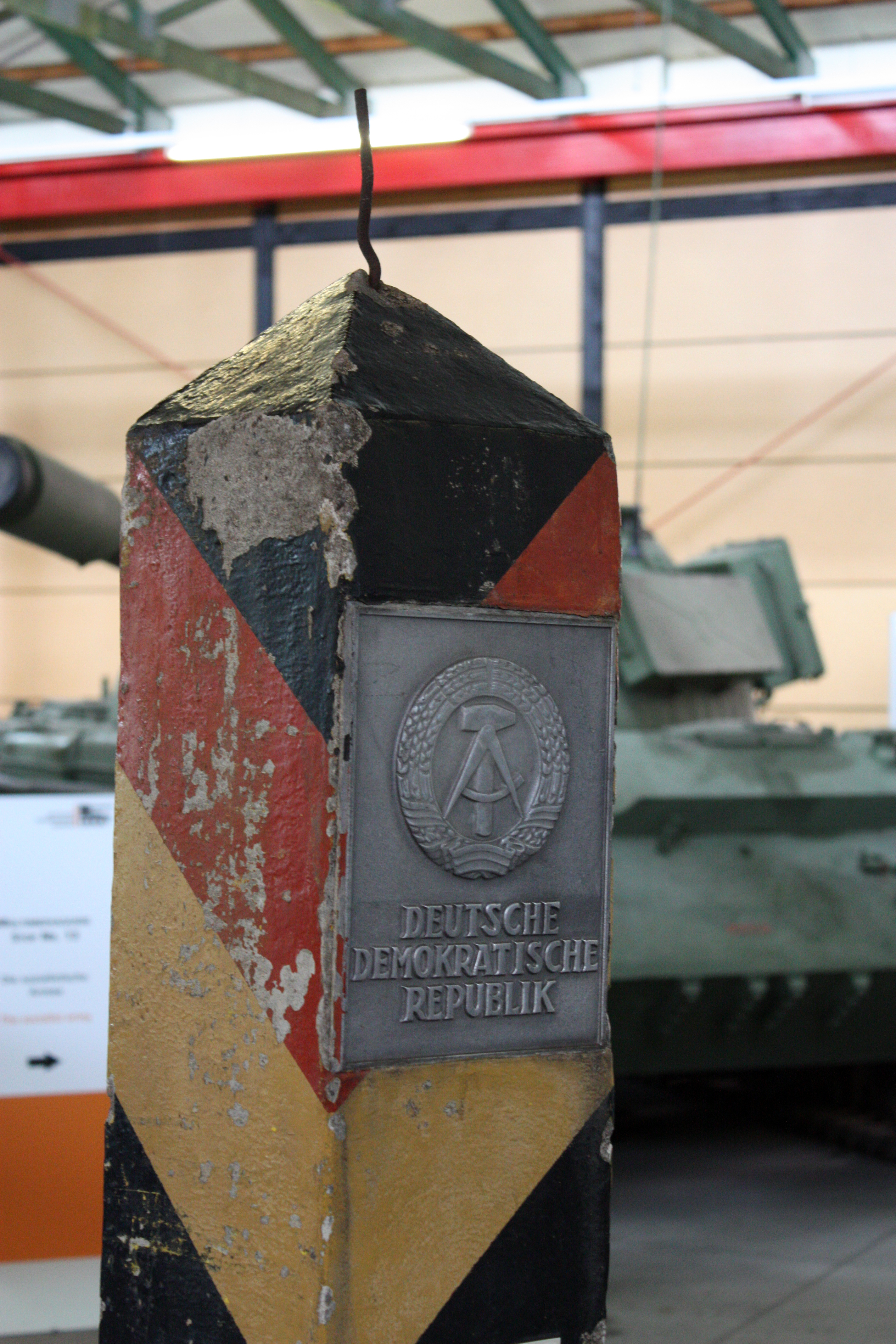
Marcação da República Democrática Alemã (RDA).